# 아르차흐 드람
아르차흐 드람(아르메니아어: Արցախյան դրամ)은 아르차흐 공화국의 화폐 단위였으며, 2023년 아제르바이잔의 나고르노카라바흐 공세 여파로 2024년 1월 1일 없어졌다. 법정화폐 임에도 불구하고 아르차흐 공화국에서는 아르메니아 드람 만큼 널리 사용되지는 않았다.